# Bunta
Bunta je rijeka u Bosni i Hercegovini.
Rijeka Bunta izvire iznad Kordića, a u Vrbas se ulijeva kod Gračanice. Uz Buntu se nalaze i stijene Kameni svatovi oko kojih se razvila legenda u kojoj se spominje ova rijeka. Na rijeci se nalaze jedna MHE.